# Stazione di Venezia Marghera Scalo
La stazione di Venezia Marghera Scalo è un terminal ferroviario situato nel tronco ferroviario, lungo 2,232 km, che dalla stazione di Venezia Mestre porta alla zona industriale di Porto Marghera.

## Storia

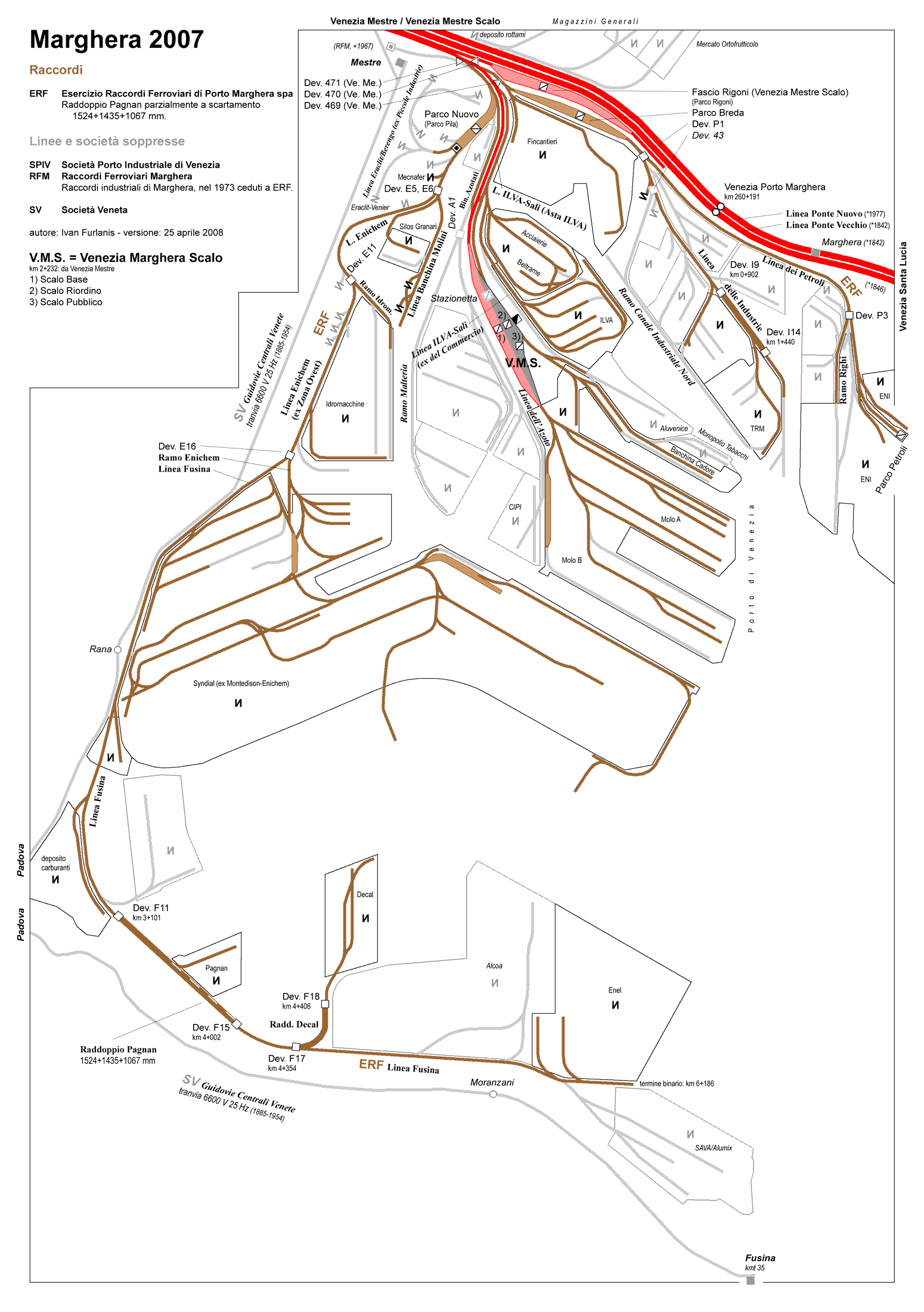
Mappa ferroviaria di Porto Marghera

A partire dal 1917 la Società Porto Industriale realizzò la grande zona industriale di Porto Marghera, bonificando i terreni lagunari e costruendo ferrovie, canali artificiali navigabili e strade. In particolare, ogni azienda della zona venne collegata alla rete ferroviaria nazionale attraverso due rami ferroviari (denominati Linea Petroli e Linea Enichem). Durante la seconda guerra mondiale la rete ferroviaria di Porto Marghera venne pesantemente bombardata dagli alleati, ma venne rapidamente ricostruita ed ampliata, con la realizzazione del parchi ferroviari Breda e Nuovo.
Nel 1973 la Montedison, che a Porto Marghera possedeva il più grande polo chimico europeo, fondò la società Esercizio Raccordi Ferroviari di Porto Marghera spa (ERF), che prese il posto della Società Porto Industriale (che nel frattempo era stata ridenominata in Raccordi Ferroviari spa). In seguito la ERF venne acquisita dall'Autorità portuale di Venezia, che la unificò ai servizi di movimentazione portuale delle merci, creando così un gestore unico delle manovre.
La stazione, inaugurata il 28 giugno 2006 nella zona del molo A, è attiva solo per il traffico merci e dispone di sette binari di circolazione elettrificati, quindici binari secondari (di cui due elettrificati), tre binari per lo scalo pubblico e due aste di manovra, per un totale di circa 45 km di rete ferroviaria interna che servono 25 imprese. In seguito la stazione è stata ampliata, portando il fascio base per Venezia-Mestre a 12 binari per arrivi e partenze e i fasci laterali a 18 binari (13+5).
Nel 2012 è stato inaugurato il parco ferroviario di Marghera (5 binari), a seguito di un investimento di 12,2 milioni di euro, che è andato a potenziare i preesistenti Parco Breda (10 binari) e Parco Petroli (4 binari).
Entro il 2025 è prevista la realizzazione sull'isola della chimica (ex area Montefibre) di una nuova stazione terminal per il trasporto dei container.

## Movimento
Lo scalo consente la possibilità di gestire 40 treni merci al giorno, che possono arrivare a partire completi e senza alcuna scomposizione del carico, liberando così la stazione di Venezia Mestre dall'intralcio per la linea ad alta velocità Milano-Venezia e quelle regionali.
I servizi di manovra ferroviaria sono eseguiti dalla società Esercizio Raccordi Ferroviari di Porto Marghera SpA (ERF), attraverso nove locomotori:
- un Henschel DHG 300 C;
- un Henschel DHG 650 C;
- cinque Henschel DHG 700 C;
- due Deutz KG 230 B.

Possono essere movimentati treni merci con lunghezza fino a 700 metri.
Nel 2017 sono stati movimentati 5.368 treni, per un totale di 90.521 carri e 2,33 milioni di tonnellate di merci, di cui la maggior parte riferita a prodotti siderurgici (54%), seguiti da quelli energetici (17%) e agroalimentari (15%).